# Випадок на полустанку
«Випадок на полустанку» — радянський драматичний художній фільм 1939 року, знятий режисерами Олегом Сергєєвим і Сергієм Якушевим на кіностудії «Ленфільм».

## Сюжет
Екранізація оповідання Федора Кнорре «Невідомий товариш». Про героїчний подвиг юнака-телеграфіста в роки громадянської війни на Далекому Сході.

## У ролях
- Володимир Гардін — Бахманов
- Михайло Дубрава — телеграфіст
- Іван Назаров — майор Токасіма
- Євген Немченко — Жихарєв
- Андрій Костричкін — артилерист
- Олександр Мельников — Христофоров
- Борис Феодос'єв — начальник станції
- Зула Нахашкієв — японський унтер-офіцер
- А. Сизов — машиніст
- В'ячеслав Волков — Андрій Бахманов
- Володимир Волчик — хлопець
- Петро Нікашин — залізничник
- М. Скальський — залізничник
- Василь Чудаков — залізничник
- Іван Сизов — машиніст

## Знімальна група
- Режисери — Олег Сергєєв, Сергій Якушев
- Сценаристи — Олег Сергєєв, Сергій Якушев
- Оператор — Олександр Тихонов
- Композитори — Георгій Краснов-Лапін, Сергій Мусселіус
- Художник — Віра Бакун